# 海連 (小惑星)
海連（かいれん、5433 Kairen）は小惑星帯に位置する小惑星である。小島卓雄が群馬県千代田町で発見した。
海洋冒険家の今給黎教子が単独無寄港世界一周に使ったヨットから命名された。